# Conchopetalum madagascariense
Conchopetalum madagascariense är en kinesträdsväxtart som beskrevs av Ludwig Radlkofer. Conchopetalum madagascariense ingår i släktet Conchopetalum och familjen kinesträdsväxter. Inga underarter finns listade i Catalogue of Life.